# Cathédrale de Pokrov
La cathédrale de Pokrov est une église orthodoxe à Kharkiv en Ukraine. 
Le bâtiment est de 1689 et inclut un séminaire, la résidence épiscopale et le temple de la Mère de Dieu Ozerianska. Un bâtiment en bois du début du XVIIe siècle fut reconstruit en pierre par les cosaques et consacré à l'Intercession de la Mère de Dieu. Elle est inscrite au Registre national des monuments d'Ukraine sous le numéro : 63-101-1002. Elle fait partie du monastère de l'Intercession de Kharkiv.

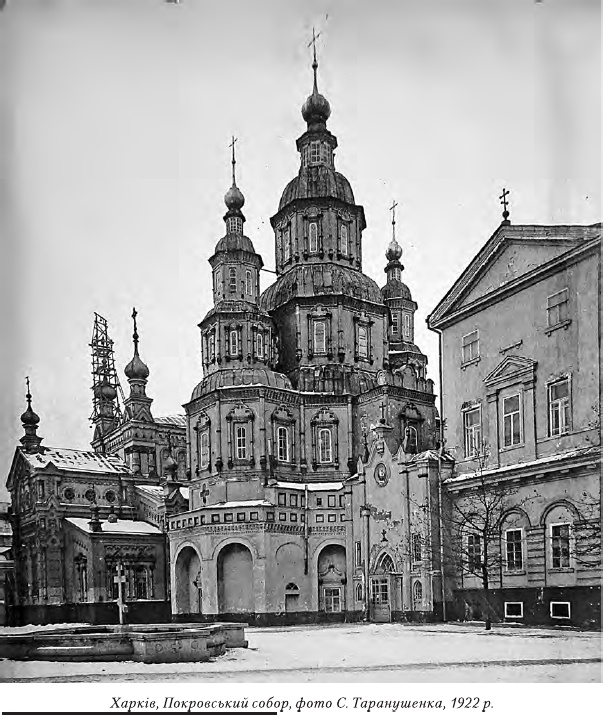
En 1922.